# Liste der Hallenkirchen in der Republik Irland

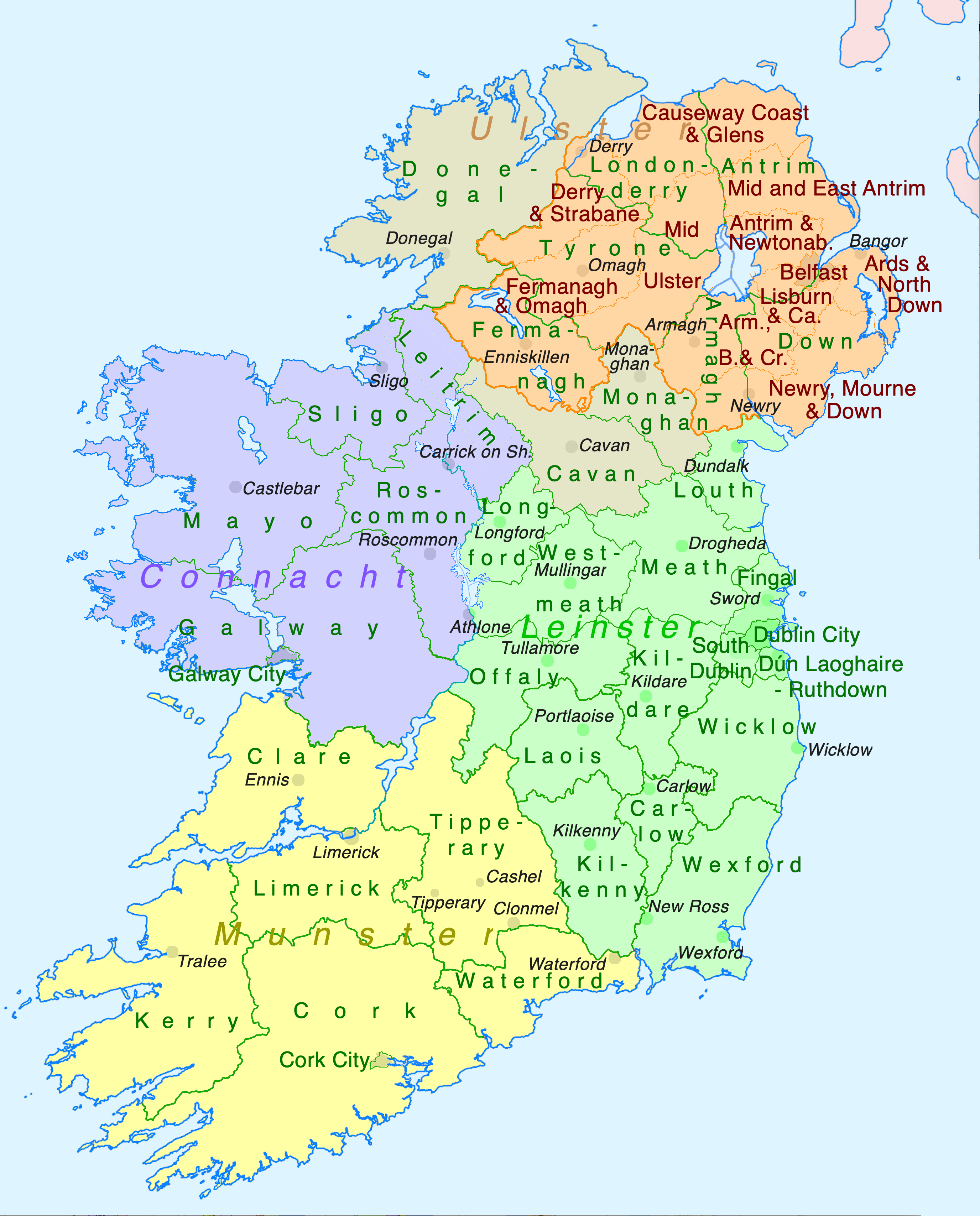
Grafschaften Irlands, Distrikte Nordirlands, farblich historische Provinzen

▶ Liste(n) der Hallenkirchen – Übersicht
– siehe auch: Liste der Pseudobasiliken in der Republik Irland (35) –
Anzahl: 46, davon 4 auch unter Pseudobasiliken (3 Grenzfälle, 1 unvollständige Ruine)
Hintergrundinformationen
- AS = Archaeological Survey of Ireland
- NIAH = National Inventory of Architectural Heritage (Einzelne Bereiche wie die südöstlichen Außenbezirke von Dublin und die Stadt Carlow sind noch nicht elektronisch aufbereitet.)

| Ort                                    | Bauwerk                                                    | Anmerkungen | Fotos                | Fotos                         |
| -------------------------------------- | ---------------------------------------------------------- | --- | -------------------- | ----------------------------- |
| Adare, Stadt Limerick                  | St. Nicholas’s Church (CC) NIAH 21824052                   | zweischiffig mit Paralleldächern, Kern Augustinerkirche ab 1315, Seitenschiff vor Restaurierung von 1852/53 aber niedriger als heute |                      |                               |
| Adare, Stadt Limerick                  | Holy Trinity Church NIAH 21824046                          | dreischiffig mit Paralleldächern und Nordquerhaus seit etwa 1870, Südseitenschiff einschiffige Trinitarierkirche von 1230 |                      |                               |
| Ardee, County Louth                    | St. Mary’s Church (CC) NIAH 13823052                       | Anglikanische Pfarrkirche auf dem Plat der ehem. Abtei, 1810 zweischiffig mit Paarlleldächern, kaschiert durch Westfassade von 1899 |                      | Google Streetview: Ostansicht |
| Balbriggan, County Fingal              | St. Peter and Paul’s Ch. (CC) NIAH 11305035                | dreischiffig, hölzerne Arkaden, gemeinsames gering geneigtes Satteldach, 1842, neugotisch |                      |                               |
| Ballina -Ardnaree, County Mayo         | St Muredach’s Cathedral (CC) NIAH 31204113                 | 1827–1837, neugotisch, dreischiffige kreuzrippengewölbte Halle nach kontinentalem Muster |                      |                               |
| Birr, County Offaly                    | (Old/Alte) St Brendan’s Church (CC) AS OF035-012001-       | heute Ruine, 13./14. Jh. einschiffig, im Spätmittelalter zur zweischiffigen Halle mit Paralleldächern, nördliches Schiff etwas niedriger als das alte |                      |                               |
| Butlersbridge, County Cavan            | St. Aidan’s Church (CC) NIAH 40401518                      | dreischiffig, von schlanken Arkaden getragene 27°-Decke (trotz äußerlicher Überhöhung des Mittelschiffsdaches), 1861–1863, neugotisch aber Rundapsis |                      |                               |
| Callan, County Kilkenny                | St. Mary’s Church (CC) NIAH 12314059                       | Anfänge 1250 bzw. 1460, dreischiffig seit 1530, Paralleldächer, heute Ruine, nur noch der einschiffige Chor als Kirchenraum unter Dach |                      | Google Streetview             |
| Carlow                                 | Kathedrale von Carlow (CC)                                 | gothick bis neugotisch, 1828–1833, erster Kathedralbau nach der Emanzipation der Katholiken, dreischiffig, Flachdechen der Seitenschiffe in Scheitelhöhe der gedrückt spitzbogigen Mittelschiffsgewölbe                                                                                   |                      |                               |
| Claregalway, County Galway             | Franziskanerkirche NM 53096                                | heute Ruine, gegründet 1252, Pseudobasilika oder Hallenkirche, Langhaus aus Hauptschiff, dessen Dach der Arkade aufsaß, und Nordseitenschiff von dem keine obere Stirnwand erhalten |                      |                               |
| Clonegall, County Carlow               | St. Fiace’s Church (CC) NIAH 10400701                      | 1819, Unterteilung in drei Schiffe um 1880, Gothick mit geringer Dachneigung |                      |                               |
| Cork                                   | St. Michael (kathol.) (CC) NIAH 20868061                   | dreischiffige Stufenhalle, 1962, neugotisch, außen mit Arts-and-Crafts-Touch, innen sehr traditionell |                      | innen siehe NIAH              |
| Dingle County Kerry                    | St. Mary’s Church (CC) NIAH 21400615                       | 1862–1865, neugotisch, neues Dach und neue Innengestaltung 1963, dreischiffig unter offenem 30°-Dachstuhl, sehr schmale Seitenschiffe, Stützen aus Stahl oder Holz |                      |                               |
| Donegal                                | St. Patrick’s RC Church (CC) NIAH 40843029                 | 1931–1935, neugotisch u. a., 3 x 3 Joche Hallenkirche, Seitenschiffe unter Zwerchdächern, aber Chorpartie pseudobasilikal, "Kapellen" unter niedrigen Paralleldächern |                      | Google Streetview             |
| Drogheda, County Louth                 | St. Peter’s (C. o. I.) (CC) NIAH 13619089 AS LH024-041004- | 1748, abgesehen von neugotischen Fenstern außen klassisistisch, innen barocke Stufenhalle, Mittelschiff Muldendecke, Seitenschiffe flachdeckig |                      |                               |
| Dublin                                 | Abbey Presbyterian Ch. NIAH 50010910                       | Vierstützenhalle, offener Dachstuhl von vier Steinpfeilern getragen |                      | Google Streetview             |
| Dublin                                 | All Saints’, Ch. of Ireland (CC) NIAH 50070378             | zweischiffig seit 1887, Paralleldächer, neugotisch, Hauptschiff 1828 |                      |                               |
| Dublin                                 | St. Audoen’s Ch. of Ireland (CC) NIAH 50080557             | zweischiffig seit 1430 (Anbau der Guild Chapel), Paralleldächer; Hauptschiff 1190, heute Schiffe als getrennte Räume restauriert und östliche Teile (von 1482) Ruine |                      |                               |
| Dublin                                 | St. Catherine’s Ch. of Ireland (CC) NIAH 50080611          | dreischiffig, klassizistische Emporenhalle, 1765, Mittelschiff Segmenttonne, Seitenschiffe flackdeckig |                      |                               |
| Dublin                                 | St. James', Ch. of Ireland (CC) NIAH 50080312              | breites Hauptschiff, Seitenschiff mit Paralleldach u. gemeinsamer Traufe, aber deutlich niedriger und schmaler, mögl. Pseudobasilika, 1861, neugotisch |                      |                               |
| Dublin                                 | St. Mary’s, Star of the Sea (CC)                           | dreischiffig, Paralleldächer, 1851–1858, neugotisch |                      |                               |
| Dublin                                 | St. Michael’s Church (CC) NIAH 50080092                    | zweischiffig, niedrigeres Seitenschiff von 1934 an breiter einschiffiger Kirche von 1845, geringe Dachneigungen, neugotisch |                      |                               |
| Dublin                                 | Ch. of Our Lady of Lourdes (CC) NIAH 50011146              | dreischiffige Stufenhalle mit schmalen Seitenschiffen, Tonnen- und Kreuzgratgewölbe, 1954 nach Vorbildern der italienischen Romanik |                      |                               |
| Duleek, County Meath                   | St. Mary’s Abbey (CC) AS ME027-038013-                     | heute Ruine, Mittelschiff 13. Jh. (Westgiebel am 15.-Jh.-TUrm) und Südseitenschiff (Ostgiebel) in ähnlichen Dimensionen unter Paralleldächern, Arkade dazwischen erhalten, ähnliches Nordseitenschiff vermutet, Chor verschwunden                                                         |                      |                               |
| Durrus, County Cork                    | St. James’ Church (CC) NIAH 20913008                       | Parallelschiff von 1863 an Kirche von 1792, neugotisch, Paralleldächer |                      |                               |
| Ennis, County Clare                    | Cathedral of Sts Peter and Paul (CC) NIAH 20001095         | dreischiffig unter gemeinsamem gering geneigten Dach, flache Kassettendecke auf gusseisernen durchbrochenen Arkaten, 1831–1842, kreative Neugotik |                      |                               |
| Ennis, County Clare                    | St. Columba’s Church (CC) NIAH 20000019                    | zweischiffig, Paralleldächer, 1871, neugotisch |                      |                               |
| Ennis, County Clare                    | Franziskanerkirche St. Mary (CC) NIAH 20000203             | Langhaus einschiffig, Chorpartie dreischiffig mit Paralleldächern, 1885, neugotisch |                      |                               |
| Fethard, Co. Tipperary                 | Holy Trinity C.o.I. (CC) AS TS070-040001- NIAH 22110022    | Hallenkirche mit drei tonnengewölbten Schiffen, mögl. schon seit dem 13. Jh. Langhaus unter einem gering geneigten Dach in Nutzung, einschiffiger Chor heute Ruine |                      |                               |
| Galway                                 | St Nicholas’ Collegiate Ch. NIAH 30314049                  | dreischiffig, Paralleldächer, teils hölzerne Tonnengewölbe, teils offener Dachstuhl, Arkaden um 1320, heutige Seitenschiffe um 1500 bzw. Mitte 16. Jh. |                      |                               |
| Gorey, County Wexford                  | Christ Church (CC) NIAH 15601016                           | zweischiffig, Paralleldächer, 1858–1861, neugotisch |                      |                               |
| Grange, County Sligo                   | Ch. of Mary Immaculate (CC) NIAH 32303003                  | 1908, neugotische Details ohne gotische Proportionen, dreischiffige Halle unter gering geneigtem Dach, Spitzbogenarkaden, Kassettendecken | Siehe Fotos des NIAH | Siehe Fotos der Gemeinde      |
| Kilkenny                               | St. John the Evangelist (CC) NIAH 12000213                 | zweischiffige Chorpartie der mittelalterlichen Prioratskirche, Chor ab 1211, Lady Chapel 1290; heute der Chor Ruine, die Lady Chapel 1817 als Pfarrkirche hergerichtet |                      |                               |
| Kilkenny                               | St. Canice’s Church (CC) NIAH 12005012                     | dreischiffige Stufenhalle, Gothick, 1824–1827, Säulen, Arkaden und Kreuzgratgewölbe wohl aus Eisen und Holz |                      |                               |
| Killybegs, County Donegal              | St. Mary of the Visitation (CC) NIAH 40845016              | dreischiffig durch kurze Langhausarme, flache Decken auf schlanken Spitzbogen-Doppelarkaden, v. a. innen Gothick, 1840–1845 |                      |                               |
| Kilmallock, County Limerick            | Stiftskirche (CC) AS LI047-022009-                         | dreischiffig, wohl Paralleldächer, heute Ruine, Kern 13. Jh., Seitenschiffe wohl 15. Jh., fast gleiche Breiten und Traufenhöhen (aber unterschiedl. hohe Zinnenkränze) |                      |                               |
| Kinsale, County Cork                   | St. Multose Church (CC) NIAH 20851091                      | begonnen Ende 12. Jh., dreischiffig, gotischen Arkaden, Decken und gemeinsames gering geneigtes Dach von 1825 |                      |                               |
| Monaghan                               | St. Patrick’s Church (CC) NIAH 41303125                    | dreischiffige Stufenhalle mit Emporen, Kreuzrippengewölbe, äußerlich Gothick, 1831–1836 |                      |                               |
| Killala E. D. County Mayo              | Franziskaner kloster Moyne AS MA022-024001-                | heute Ruine, um 1455 gegründet, Langhaus mit etwas jüngerem, gleich hohem, breiterem Südseitenschiff unter Paralleldach |                      |                               |
| Newberry TL, Kilshaning ED County Cork | ehem. anglikan. Kirche (CC) NIAH 20903206                  | zweischiffig, Paralleldächer, 1810er und 1880er Jahre |                      | Google Streetview             |
| bei Headford, County Galway            | Ross Errilly Friary AS GA041-047----                       | heute Ruine, Franziskanerkirche wohl spätes 15. Jh., Halle aus Langhaus und zwei ebenso hohen quer stehenden Kapellen, alles untereinander durch mehrbogige Arkaden verbunden |                      |                               |
| Waterford                              | Anglikanische Kathedrale Christ Church (CC) NIAH 22504095  | 1773–1770, Neoklassizistische dreischiffige Halla, Mittelschiff Muldendecke, Seitenschiffe Kreuzgratgewölbe |                      |                               |
| Waterford                              | Katholische Kathedrale Holy Trinity (CC) NIAH 22501138     | 1793, erweitert 1829, dreischiffige klassizistische Halle Mittelschiff Stichkappentonne, Seitenschiffe Kreuzgratgewölbe |                      |                               |
| Waterford                              | St. Mary’s Catholic Ch. (CC) NIAH 22504022                 | 1834 vollendet, Neoklassizistische dreischiffige Stufenhalle an der Grenze zur Pseudobasilika Mittelschiff Tonnengewölbe, Seitenschiffe Kreuzgratgewölbe hinter durchgehendem Architrav                                                                                                   |                      |                               |
| Wexford                                | SS. Peter and Paul of Selskar (CC) AS WX037-032009-        | Ruine aus Teilen unterschiedl. Alters: spätmittelalterlicher Turm zw. zweischiff. got. Langhaus (13. Jh., ehem. Paralleldächer) der Augustinerkirche, einschiffige neugotische Kirche (1818 oder 1824–26) auf Fundamenten des Chors                                                       |                      |                               |
| Wexford                                | Wexford Friary (CC) NIAH 15502159                          | klassizistisch, 1798–1802 plus spätere „Verbesserungen“, dreischiffig, flach gedeckte Seitenschiffe, nicht sehr hohes Tonnengewölbe des Mittelschiffs, dadurch Grenzfall von Pseudobasilika und Hallenkirche; Vorgänger: namengebendes Kloster, nach Reformation geheime „Scheunenkirche“ |                      |                               |